# Барра (микрорегион)
Барра (порт. Microrregião de Barra) — микрорегион в Бразилии, входит в штат Баия. Составная часть мезорегиона Вали-Сан-Франсискану-да-Баия. Население составляет 171 646 человек (на 2010 год). Площадь — 32 805,554 км². Плотность населения — 5,23 чел./км².

## Демография
Согласно сведениям, собранным в ходе переписи 2010 г. Национальным институтом географии и статистики (IBGE), население микрорегиона составляет:						
| Полное население                             | Полное население                             | Полное население                             | Полное население                             | 171 646 |
| -------------------------------------------- | -------------------------------------------- | -------------------------------------------- | -------------------------------------------- | ------- |
| в том числе:                                 | Городское население                          | 91 812                                       | Процент городского населения, %              | 53,49   |
|                                              | Сельское население                           | 79 834                                       | Процент сельского населения, %               | 46,51   |
|                                              | Мужское население                            | 87 322                                       | Процент мужского населения, %                | 50,87   |
|                                              | Женское население                            | 84 324                                       | Процент женского населения, %                | 49,13   |
| Плотность населения, чел/км²                 | Плотность населения, чел/км²                 | Плотность населения, чел/км²                 | Плотность населения, чел/км²                 | 5,23    |
| Население микрорегиона в % к населению штата | Население микрорегиона в % к населению штата | Население микрорегиона в % к населению штата | Население микрорегиона в % к населению штата | 1,22    |

## Статистика
- Валовой внутренний продукт на 2003 год составляет 299 574 069,00 реалов (данные: Бразильский институт географии и статистики).
- Валовой внутренний продукт на душу населения на 2003 год составляет 1810,83 реалов (данные: Бразильский институт географии и статистики).
- Индекс развития человеческого потенциала на 2000 год составляет 0,604 (данные: Программа развития ООН).

## Состав микрорегиона
В составе микрорегиона включены следующие муниципалитеты:
1. Барра
2. Буритирама
3. Иботирама
4. Итагуасу-да-Баия
5. Морпара
6. Мукен-ди-Сан-Франсиску
7. Шики-Шики